# 亞歷山大·古爾德
亞歷山大·古爾德（英語：Alexander Gould，1994年5月4日—）是美國的一位演員和配音演員。在電影《海底總動員》中，他為尼莫配音。他曾在麻薩諸塞州的克拉克大學就讀。另外，他還出演過電視劇《單身毒媽》。

## 外部連結
- 亞歷山大·古爾德在互联网电影资料库（IMDb）上的資料（英文）